# 이정규 (1936년)
이정규(李政奎, 1936년 3월 3일~)는 대한민국의 정치인이다. 제33·35·36대 서울특별시 서대문구청장이다. 전라북도 완주군 출생이다. 전북대학교 법정대학 정치학과를 나왔다. 공무원으로 근무하였으며, 관선 제33대 서대문구청장(1994.12.~1995. 3.)을 지냈다, 이후 1995년 6월 제1회 전국동시지방선거 서대문구청장 선거에서 당선되었다. 1998년 선거에서는 재선되었으며, 2002년 선거에서는 낙선하였다.

## 학력
- 전주공업고등학교 졸업
- 전북대학교 법정대학 정치학과 학사 졸업

## 경력
- 대통령 7년 특별보좌관실
- 대통령 5년 공보수석 비서관실 서기관
- 서울특별시 관광과장
- 서울특별시 성북구청 시민국장
- 서울특별시 동작구청 시민재무·총무국장
- 서울특별시 세종문화회관 사무국장 부이사관
- 국선도(단전호흡) 의성법사
- 서울특별시 동작구청 부구청장
- 서울특별시 용산구청 부구청장
- 1994.01~1994.12 서울특별시 산업경제국장
- 민주당 서대문구 갑·을 수석부위원장
- 1994.12~1995.03 제33대 서울특별시 서대문구청장
- 1995.07~1998.06 제35대 서울특별시 서대문구청장
- 1998.07~2002.06 제36대 서울특별시 서대문구청장
- 2002.05 새천년민주당 탈당

## 수상
- 녹조근정훈장
- 남녀평등정치인상 수상

## 역대 선거 결과
|  | 46.00% |

|  | 59.41% |

|  | 15.79% |